# Milan Rapaić
Milan Rapaić (Nova Gradiška, 1973. augusztus 16.) horvát válogatott labdarúgó, jelenleg az NK Trogir játékosa, miután a Standard de Liège-zsel kötött szerződése 2007 júliusában lejárt.
Ezeket a csapatokat megelőzően Rapaić a HNK Hajduk Splitben (1991-1996, 2002-2003), a Perugiában (1996-2000), a Fenerbahçében (2000-2002) és az Anconában (2003-2004) játszott.
A horvát labdarúgó-válogatott állandó tagjaként 45 válogatott mérkőzésen játszott, melyeken 2004 végéig öt gólt szerzett. Hazájának színeiben két mérkőzést játszott a 2002-es labdarúgó-világbajnokságon. Leginkább az Olaszország elleni mérkőzésen szerzett látványos, és meglehetősen szerencsés gólja révén  emlékezetes. A 2004-es labdarúgó-Európa-bajnokságon három alkalommal lépett pályára, és egy gólt szerzett.
Bármerre játszik, mindenhol a szurkolók kedvence. Jó teljesítménye miatt ismét meghívást kapott a horvát nemzeti tizenegybe, miután a 2006-os labdarúgó-világbajnokságot kihagyta. 2006 augusztusában Horvátország 2–0 arányban legyőzte a világbajnok olasz válogatottat, a győzelemben Rapaićnak jelentős szerepe volt. Jól ismert féktelen, az éjszakai életet kedvelő életviteléről, részben emiatt, részben egyszerű és spontán jelleme miatt népszerű a szurkolók körében, bár ez az oka annak is, hogy hatalmas tehetségét nem sikerült megfelelően kibontakoztatnia.

## Díjai
Hajduk Split
- Horvát labdarúgó-bajnokság: 1994, 1995
- Horvát labdarúgókupa: 1993, 1995
- Horvát labdarúgó-szuperkupa: 1993, 1994

 Fenerbahçe
- Török labdarúgó-bajnokság: 2000–01